# Tantilla ceboruca
La culebra de collar de Nayarit (Tantilla ceboruca) es una especie de serpiente perteneciente a la familia Colubridae. El nombre ceboruca se deriva del nombre del volcán, Volcán Ceboruco, que es la localidad tipo de esta especie.

## Clasificación y descripción
Posee una raya medio-dorsal alineada con dos manchas postparietales blancas con borde negro, se extiende hacia los costados de los supraoculares y prefrontales para unirse a los internasales. La cabeza, en forma espatulada, está moteada con pigmentos pálidos. Una raya se extiende y continúa anteriormente a través de los temporales y por encima de los bordes de los supralabiales alrededor del ojo y entre el preocular y nasal. La porción más baja de los supralabiales es color crema. La región dorsal es de color café oscuro con una raya en la región media-dorsal, esta raya se extiende por todo el largo del cuerpo hasta la cola. Anteriormente, la línea se expande por las escamas de la región medio-dorsal y las mitad adyacente de la región paraventral hasta 3 escamas posteriores de los parietales. Una línea oscura lateral está presente en los bordes adyacentes de las escamas 3 y 4 la cual se extiende hasta el nivel de la cloaca. La barbilla es color crema con pequeños puntos cafés en el margen anterior de los infralabiales; estos pequeños puntos blancos están presentes también en los costados. El vientre es color crema, excepto por donde la coloración dorsal se extiende hasta los bordes laterales. Las características del holotipo macho son las siguientes: el postnasal y una sola escama preocular están en contacto con en el lado izquierdo, y separados levemente por el lado derecho; los supralabiales son 7, con el tercero y cuarto entrando por la órbita ocular; las infralabiales son 6, cuatro de ellas están en contacto con el lado izquierdo con las escamas anteriores de la barbilla (la cuartas es la más larga), y el primer par están medianamente separados de la región media anterior; las postoculares son 2; las temporales son 1+1; la región dorsal tiene 15 escamas; tiene 138 ventrales; el escudo cloacal está dividido; las subcaudales son 42; y las ventrales más las subcaudales son 180. El único espécimen macho conocido medía 195 mm de longitud total y 35 mm de ancho con una cola de 0.217.

## Distribución
Conocida solamente de la localidad tipo en el sur centro de Nayarit y en una localidad adicional en el oeste centro de Jalisco, México.

## Hábitat
El holotipo fue encontrado bajo roca en un bosque de pino-encino fragmentando. 